# Aleksandr Klepikov
Aleksandr Gregorjevitj Klepikov (på russisk: Александр Григорьевич Клепиков) (født 23. maj 1950 i Leningrad, død 26. februar 2021) var en russisk roer og olympisk guldvinder.

## Rokarriere
Klepikov var med i firer med styrmand, der vandt VM-guldmedalje i 1975 for Sovjetunionen.
Sovjetunionen var dermed blandt favoritterne ved OL 1976 i Montreal. Ud over Klepikov udgjorde Vladimir Jesjinov, Nikolaj Ivanov, Mikhail Kusnetsov (ikke indledende heat), Aleksandr Sema (kun indledende heat) samt styrmand Aleksandr Lukjanov besætningen. Den  sovjetiske båd kvalificerede sig med en andenplads i det indledende heat til semifinalen, som blev vundet med over et sekunds forspring og ny olympisk rekord. I finalen sikrede den sovjetiske båd sig guldet i overlegen stil foran Østtyskland, der kom i mål 2½ sekund efter og fik sølv, mens Vesttyskland tog bronzemedaljerne, yderligere fire sekunder bagud.

## OL-medaljer
- 1976:  Guld i firer med styrmand